# Tony Bradley (cestista)
Tony Lee Bradley jr. (Bartow, 8 gennaio 1998) è un cestista statunitense, professionista in NBA.

## Carriera
È stato selezionato dai Los Angeles Lakers al primo giro del Draft NBA 2017 (28ª scelta assoluta).

## Statistiche
| † | Denota le stagioni in cui ha vinto il titolo |

### NCAA
| Anno       | Squadra             | PG | PT | MP   | TC%  | 3P% | TL%  | RP  | AP  | PRP | SP  | PP  |
| ---------- | ------------------- | -- | -- | ---- | ---- | --- | ---- | --- | --- | --- | --- | --- |
| 2016-2017† | N. Carol. Tar Heels | 38 | 38 | 14,6 | 57,3 | -   | 61,9 | 5,1 | 0,6 | 0,3 | 0,6 | 7,1 |
| Carriera   | Carriera            | 38 | 38 | 14,6 | 57,3 | -   | 61,9 | 5,1 | 0,6 | 0,3 | 0,6 | 7,1 |

#### Massimi in carriera
- Massimo di punti: 14 vs Chaminade (21 novembre 2016)[1]
- Massimo di rimbalzi: 13 vs Hawaii-Manoa (18 novembre 2016)
- Massimo di assist: 3 vs Radford (4 dicembre 2016)
- Massimo di palle rubate: 1 (10 volte)
- Massimo di stoppate: 3 (2 volte)
- Massimo di minuti giocati: 20 (3 volte)

### NBA

#### Regular Season
| Anno      | Squadra            | PG  | PT | MP   | TC%  | 3P%  | TL%  | RP  | AP  | PRP | SP  | PP  |
| --------- | ------------------ | --- | -- | ---- | ---- | ---- | ---- | --- | --- | --- | --- | --- |
| 2017-2018 | Utah Jazz          | 9   | 0  | 3,2  | 27,3 | 0,0  | 100  | 1,2 | 0,1 | 0,0 | 0,0 | 0,9 |
| 2018-2019 | Utah Jazz          | 3   | 0  | 12,0 | 50,0 | -    | 50,0 | 5,0 | 0,3 | 0,7 | 0,7 | 5,7 |
| 2019-2020 | Utah Jazz          | 58  | 3  | 11,4 | 66,7 | 100  | 65,2 | 4,6 | 0,4 | 0,2 | 0,6 | 4,9 |
| 2020-2021 | Philadelphia 76ers | 20  | 8  | 14,4 | 68,0 | 0,0  | 63,6 | 5,2 | 0,9 | 0,3 | 0,7 | 5,5 |
| 2020-2021 | Oklahoma Thunder   | 22  | 0  | 18,0 | 65,6 | 0,0  | 70,5 | 6,1 | 0,9 | 0,4 | 0,8 | 8,7 |
| 2021-2022 | Chicago Bulls      | 55  | 7  | 10,0 | 58,5 | -    | 65,5 | 3,4 | 0,5 | 0,2 | 0,6 | 3,0 |
| 2022-2023 | Chicago Bulls      | 12  | 0  | 2,8  | 50,0 | 60,0 | 100  | 0,9 | 0,1 | 0,1 | 0,1 | 1,6 |
| 2024-2025 | Indiana Pacers     | 14  | 0  | 8,1  | 64,4 | 33,3 | 33,3 | 3,0 | 0,4 | 0,1 | 0,6 | 4,4 |
| Carriera  | Carriera           | 193 | 18 | 10,9 | 63,2 | 46,7 | 66,7 | 4,0 | 0,5 | 0,2 | 0,6 | 4,4 |

#### Play-off
| Anno     | Squadra        | PG | PT | MP  | TC%  | 3P% | TL%  | RP  | AP  | PRP | SP  | PP  |
| -------- | -------------- | -- | -- | --- | ---- | --- | ---- | --- | --- | --- | --- | --- |
| 2018     | Utah Jazz      | 1  | 0  | 1,9 | 50,0 | -   | -    | 1,0 | 0,0 | 0,0 | 0,0 | 2,0 |
| 2020     | Utah Jazz      | 6  | 0  | 8,1 | 22,2 | -   | 71,4 | 3,8 | 0,2 | 0,3 | 0,3 | 1,5 |
| 2022     | Chicago Bulls  | 2  | 0  | 3,9 | 100  | -   | -    | 2,0 | 0,5 | 0,0 | 0,0 | 5,0 |
| 2025     | Indiana Pacers | 11 | 0  | 7,1 | 44,4 | 0,0 | 75,0 | 1,9 | 0,3 | 0,0 | 0,1 | 1,5 |
| Carriera | Carriera       | 20 | 0  | 6,8 | 48,0 | 0,0 | 73,7 | 2,5 | 0,3 | 0,1 | 0,2 | 1,9 |

#### Massimi in carriera
- Massimo di punti: 18 vs Golden State Warriors (23 marzo 2021)[2]
- Massimo di rimbalzi: 15 vs Denver Nuggets (9 gennaio 2021)
- Massimo di assist: 4 vs San Antonio Spurs (14 marzo 2021)
- Massimo di palle rubate: 3 (2 volte)
- Massimo di stoppate: 3 (6 volte)
- Massimo di minuti giocati: 33 vs Golden State Warriors (23 marzo 2021)

### G League
| Anno      | Squadra       | PG | PT | MP   | TC%  | 3P%  | TL%  | RP   | AP  | PRP | SP  | PP   |
| --------- | ------------- | -- | -- | ---- | ---- | ---- | ---- | ---- | --- | --- | --- | ---- |
| 2017-2018 | S.L.C. Stars  | 24 | 24 | 29,6 | 57,9 | 0,0  | 81,4 | 10,2 | 1,4 | 0,7 | 1,3 | 15,4 |
| 2018-2019 | S.L.C. Stars  | 20 | 20 | 25,5 | 58,4 | 26,1 | 45,2 | 7,1  | 1,2 | 0,4 | 1,0 | 13,5 |
| 2023-2024 | Texas Legends | 17 | 10 | 21,3 | 67,1 | 0,0  | 71,9 | 9,4  | 1,9 | 0,1 | 1,6 | 14,1 |
| 2024-2025 | C.P. Skyhawks | 24 | 12 | 22,8 | 68,6 | 33,3 | 66,7 | 10,6 | 1,0 | 0,5 | 1,1 | 14,0 |
| Carriera  | Carriera      | 85 | 66 | 25,1 | 62,3 | 25,6 | 67,4 | 9,4  | 1,3 | 0,5 | 1,2 | 14,3 |

## Palmarès
- Campione NCAA (2017)
- McDonald's All-American Game (2016)